# Athetini
Athetini is een geslachtengroep van kevers uit de familie van de kortschildkevers (Staphylinidae).

## Taxonomie
De volgende taxa zijn bij de geslachtengroep ingedeeld:
- Geslacht Acrotona Thomson, 1859
- Geslacht Acticola Cameron, 1944
- Geslacht Atheta Thomson, 1858
- Geslacht Sableta Casey, 1910
- Ondertribus Athetina Casey, 1910
- Ondertribus Coptotermoeciina Kistner and Pasteels, 1970
  - = Coptotermoeciina Seevers, 1957
  - Geslacht Coptolimulus Kistner & Pasteels, 1970
  - Geslacht Coptophilus Kistner & Pasteels, 1970
  - Geslacht Coptotermoecia Oke, 1933
  - Geslacht Philobrunneus Kistner & Pasteels, 1970
- Ondertribus Microceroxenina Kistner, 1970
- Ondertribus Nasutiphilina Kistner, 1970
- Ondertribus Schistogeniina Fenyes, 1918
- Ondertribus Taxicerina Lohse, 1989
- Ondertribus Termitotelina Kistner, 1970
- Ondertribus Thamiaraeina Fenyes, 1921